# Пирсинг (фильм)
«Пирсинг» (англ. Piercing) — американский фильм ужасов, триллер 2018 года, написанный и снятый Николасом Песке по одноимённому роману Рю Мураками. Главные роли исполнили Кристофер Эбботт, Миа Васиковска и Лайя Коста, а также Мария Диззиа, Марин Айрлэнд и Венделл Пирс в ролях второго плана.
Мировая премьера фильма состоялась 20 января 2018 года на кинофестивале «Сандэнс». 1 февраля 2019 года Universal Pictures выпустила «Пирсинг» в кинотеатрах, получив в основном положительные отзывы критиков.

## Сюжет
Фильм начинается с того, что Рид (Кристофер Эббот) держит нож для колки льда над своей маленькой дочерью. Его жена дремлет в другом конце комнаты. Он способен противостоять непреодолимому желанию использовать нож для колки льда, чтобы заколоть свою дочь в настоящем. Позже она поворачивается к нему и спрашивает: «Ты знаешь, что ты должен сделать, верно?» пока она успокаивает младенца. Затем он решает, что для того, чтобы уберечь свою дочь от самого себя, он должен осуществить свои убийственные порывы на проститутке. Он убедил свою жену, что путешествует по делам, но на самом деле он планирует забронировать номер в отеле, нанять секс-работницу и осуществить свой точный план - убить жертву ножом для колки льда, избежав наказания.
Вступительные титры показывают, как Рид идёт к отелю в начале вечера. Он начинает перебирать свои идеи, как только заходит в комнату. После того, как хлороформ привёл его в бессознательное состояние, он неоднократно стирает отпечатки пальцев и записывает время в блокнот. Но вместо намеченной жертвы в назначенный час появляется Джеки (Миа Васиковска). У неё есть коллекция извращённых фетишистских предметов, а также садистские наклонности. Она прячется в туалете после неудачной первой встречи, а Рид с тревогой наблюдает за ней. Когда Джеки не отвечает на его звонки, он расстраивается и идёт в туалет. Как только он входит, он замечает, что она яростно режет себе ногу ножницами. Он одолевает её и относит на кровать, где она теряет сознание от таблеток, которые она ранее проглотила. Когда он видит, что Джеки выходит из комнаты раздетой и истекающей кровью, он быстро перевязывает её, отказывается от своих убийственных планов, собирает свои вещи и предпринимает попытку покинуть отель. Однако он разворачивается и идёт обратно.
Джеки говорит, что она «следила за ним» во время поездки на такси в больницу, подразумевая, что она была осведомлена о планах Рида убить её. Рид решает одеть Джеки и отвести её туда. Он соглашается подождать её в больнице, когда она просит его об этом. Пока он ждёт, Рид представляет, как его жена предлагает ему совет и выступает в роли рупора, говоря, что либо Джеки не знает о его истинных мотивах, и он всё ещё может убить её, либо что Джеки действовала застенчиво и уведомляет медицинский персонал, что приведёт к заключению Рида в тюрьму. Она возвращается, взволнованная видеть его всё ещё там.
Установив это доверие, они идут в квартиру Джеки. Джеки сердечно предлагает ужин, но Рид молчит и, кажется, не проявляет интереса. Джеки пытается соблазнить Рида, что в конечном итоге приводит к тому, что они лежат в её постели. Они постоянно говорят в двояком смысле, передавая идеи либо о сексе, либо об убийстве, но ни один из них не знает, какое намерение имеет другой. Рид решает, что она хочет, чтобы он убил её, и встаёт, чтобы схватить своё снаряжение через всю комнату. И всё же Джеки сбита с толку, думая, что хочет секса. Когда он подходит к ней, она снова предлагает ужин. Они едят, и Рид начинает страдать от жестоких и кошмарных галлюцинаций о людях, которых он убил, особенно о его властной матери, которая мучает его зажжённой сигаретой. В это время Джеки объясняет, что добавила в его суп наркотики, и он теряет сознание. Он стонет на имени своей жены, и это приводит Джеки в ярость, из-за чего она избивает его консервным ножом. Ближе к концу Рид берёт верх, а Джеки всё ещё не верит, что он убийца. Она позволяет ему связать себя, думая, что он, наконец, займётся с ней сексом. Тем не менее, он вытаскивает ледоруб и, пытаясь нанести ей удар, снова теряет сознание. Джеки развязывает себя и просматривает его сумки, находит его блокнот и читает садистские планы, которые он на неё построил.
На следующее утро Рид обнаруживает, что он прикован цепью и на его лице намордник. Джеки прокалывает свой сосок, сидя перед зеркалом. Затем она взбирается на него, одновременно готовя нож для колки льда. Он плачет, когда она поднимает его, а она колеблется. Они оба смотрят друг на друга, когда она отстёгивает его. Через некоторое время Рид спрашивает: «Можем мы сначала поесть?» — то же самое, что она сделала до того, как он попытался её убить.

## Роли
- Кристофер Эбботт, в роли Рида
- Миа Васиковска в роли Джеки
- Лайя Коста в роли Моны, жены Рида
- Марин Айрлэнд в роли матери Рида
- Мария Диззиа в роли Шевонн
- Венделл Пирс, в роли врача

## Производство
Кристофер Эбботт, Миа Васиковска, Мария Диззия, Марин Айрленд и Уэнделл Пирс вошли в актёрский состав в феврале 2017 года. Николас Пеше режиссировал фильм по написанному им сценарию, основанному на одноимённом романе Рю Мураками. Продюсерами фильма под их отдельными баннерами Boderline Films, Memento Films, Paradise City и YL Pictures являются Джош Монд, Антонио Кампос, Шайлер Вайс и Джейкоб Вассерман, в то время как исполнительными продюсерами являются Шон Даркин, Макс Борн, Ави Стерн, Эмили Джорджес, Наима Абед, Эл Ди и Фил Хелтинг. Производство завершилось в том же месяце.

## Премьера
Премьера фильма состоялась 20 января 2018 года на международном кинофестивале «Сандэнс». В мае 2018 года Universal Pictures приобрела права на распространение фильма. Он стал доступен 1 февраля 2019 года

### Критика
72% из 101 отзыва рецензентов на сайте агрегации отзывов Rotten Tomatoes являются положительными, с общим рейтингом 6,3/10. «Стильный с садистской жилкой, пронзительный, сочетающий захватывающие главные роли с остроумной жуткой историей, которая доставляет непредсказуемые острые ощущения», - так в целом охарактеризовали фильм критики. Основываясь на 23 отзывах, средневзвешенный обзорный сайт Metacritic дал фильму оценку 63 из 100, что указывает на «в целом благоприятные отзывы».